# Војшанци
Војшанци (мкд. Војшанци) су насеље у Северној Македонији, у средишњем делу државе. Војшанци су насеље у оквиру општине Неготино.

## Географија
Војшанци су смештени у средишњем делу Северне Македоније. Од најближег већег града, Кавадараца, насеље је удаљено 25 km источно.
Насеље Војшанци се налази у историјској области Тиквеш. Село је смештено у долини реке Вардар, у источном делу Тиквешке котлине. Насеље је положено на приближно 120 метара надморске висине, у равничарском подручју. 
Месна клима је измењена континентална са значајним утицајем Егејског мора (жарка лета).

## Становништво
Војшанци су према последњем попису из 2002. године имали 1.070 становника.
Већинско становништво у насељу су етнички Македонци (98%), а остало су Срби. Почетком 20. века претежно становништво били су Турци, који у већини су после Првог светског рата иселили у матицу, а на њихово место дошли су преци данашњих становника.
Претежна вероисповест месног становништва је православље.